# Turn- und Sportverein München von 1860 1962-1963
Questa voce raccoglie le informazioni riguardanti il Turn- und Sportverein München von 1860 nelle competizioni ufficiali della stagione 1962-1963.

## Stagione
Nella stagione 1962-1963 il Monaco 1860, allenato da Max Merkel, concluse il campionato di Oberliga sud al 1º posto. Nella fase finale del campionato tedesco il Monaco 1860 fu eliminato nella fase a gironi.
In Coppa di Germania il Monaco 1860 fu eliminato ai quarti di finale dal Borussia Dortmund. Fu ammesso alla Bundesliga 1963-1964.

## Rosa
| N. |                     | Ruolo | Calciatore       |
| -- | ------------------- | ----- | ---------------- |
|    | Germania (bandiera) | P     | Fritz Herrnleben |
|    | Serbia (bandiera)   | P     | Petar Radenković |
|    | Germania (bandiera) | D     | Hans Humpa       |
|    | Germania (bandiera) | D     | Günter Rahm      |
|    | Germania (bandiera) | D     | Hans Reich       |
|    | Germania (bandiera) | D     | Rudolf Steiner   |
|    | Germania (bandiera) | D     | Alfons Stemmer   |
|    | Germania (bandiera) | D     | Manfred Wagner   |
|    | Germania (bandiera) | D     | Rudolf Zeiser    |

| N. |                     | Ruolo | Calciatore          |
| -- | ------------------- | ----- | ------------------- |
|    | Germania (bandiera) | C     | Hans Küppers        |
|    | Germania (bandiera) | A     | Werner Anzill       |
|    | Germania (bandiera) | A     | Hans Auernhammer    |
|    | Germania (bandiera) | A     | Rudolf Brunnenmeier |
|    | Germania (bandiera) | A     | Hubert Hampel       |
|    | Germania (bandiera) | A     | Alfred Heiß         |
|    | Germania (bandiera) | A     | Wilfried Kohlars    |
|    | Germania (bandiera) | A     | Hans Rebele         |

## Organigramma societario
Area tecnica
- Allenatore: Max Merkel
- Allenatore in seconda:
- Preparatore dei portieri:
- Preparatori atletici:
- Analisi video:

## Calciomercato

### Sessione estiva
| Acquisti | Acquisti         | Acquisti       | Acquisti |
| R.       | Nome             | da             | Modalità |
| -------- | ---------------- | -------------- | -------- |
| A        | Wilfried Kohlars | Duisburger SpV |          |
| P        | Petar Radenković | Wormatia Worms |          |
| D        | Rudolf Zeiser    | Hertha Berlino |          |

| Cessioni | Cessioni            | Cessioni        | Cessioni |
| R.       | Nome                | a               | Modalità |
| -------- | ------------------- | --------------- | -------- |
| C        | Helmut Benthaus     | Colonia         |          |
| A        | Manfred Fallisch    | Rot-Weiss Essen |          |
| C        | Eckehard Feigenspan | Rot-Weiss Essen |          |
| P        | Horst Hoffmann      | Reutlingen      |          |
| C        | Wolfgang Simon      | Hessen Kassel   |          |

## Risultati

### Oberliga sud

#### Girone di andata
| Arbitro: | Tschenscher |

|  |           |                  |
|  | Marcatori | 47’ Brunnenmeier |

| Arbitro: | Heumann |

|                                                       |           |                   |
| Brunnenmeier 7’, 25’, 64’, 85’ (rig.) Auernhammer 55’ | Marcatori | 54’ (rig.) Maurus |

| Karlsruhe 2 settembre 1962 3ª giornata | Karlsruhe | 0 – 0 referto | Monaco 1860 | Wildparkstadion (8 000 spett.)\| Arbitro: \| Kreitlein \| |
| Arbitro:                               | Kreitlein |               |             |                                                           |

| Arbitro: | Hubbuch |

|                                     |           |                      |
| Brunnenmeier 38’ Stemmer 65’ (rig.) | Marcatori | 53’ Süß 87’ Kaufhold |

| Arbitro: | Betz |

|                                       |           |  |
| Brunnenmeier 38’ Kohlars 52’ Heiß 68’ | Marcatori |  |

| Arbitro: | Kandlbinder |

|                                      |           |         |
| Ohlhauser 22’, 57’ Sieber 72’ (rig.) | Marcatori | 3’ Heiß |

| Arbitro: | Mörs |

|                                                |           |  |
| Anzill 7’ Fritschi 27’ (aut.) Brunnenmeier 71’ | Marcatori |  |

| Arbitro: | Handwerker |

|                             |           |  |
| Schämer 28’ Horn 34’ (rig.) | Marcatori |  |

| Arbitro: | Siebert |

|                             |           |  |
| Brunnenmeier 30’ Rebele 47’ | Marcatori |  |

| Arbitro: | Reil |

|  |           |                                 |
|  | Marcatori | 8’, 71’ Rebele 55’ Brunnenmeier |

| Arbitro: | Riegg |

|                                |           |                    |
| Rebele 5’ Heiß 52’ Kohlars 68’ | Marcatori | 11’, 78’ Schneider |

| Arbitro: | Schreiner |

|                |           |                                        |
| Weise 20’, 81’ | Marcatori | 1’ Rebele 21’ Kohlars 85’ Brunnenmeier |

| Arbitro: | Alt |

|                                                                                  |           |  |
| Brunnenmeier 3’ Kohlars 38’ Spiesberger 55’ (aut.) Schreck 68’ (aut.) Zeiser 77’ | Marcatori |  |

| Arbitro: | Treiber |

|               |           |  |
| Haseneder 44’ | Marcatori |  |

| Arbitro: | Tschenscher |

|                                                                                         |           |                      |
| Küppers 7’ Kästner 34’ (aut.) Stemmer 45’ (rig.) Brunnenmeier 47’, 82’ Kohlars 62’, 68’ | Marcatori | 16’ (rig.) Feilhuber |

#### Girone di ritorno
| Arbitro: | Jäger |

|          |           |           |
| Heiß 48’ | Marcatori | 40’ Assmy |

| Arbitro: | Heumann |

|                     |           |            |
| Fröhlich 63’ (rig.) | Marcatori | 80’ Wagner |

| Arbitro: | Jedele |

|                             |           |                 |
| Anzill 47’ Brunnenmeier 56’ | Marcatori | 32’ Wischnowsky |

| Arbitro: | Ommerborn |

|          |           |             |
| Erber 7’ | Marcatori | 80’ Kohlars |

| Arbitro: | Deuschel |

|                                |           |                                                     |
| Kupfer 4’, 59’ Schlichting 53’ | Marcatori | 24’ Küppers 27’ Heiß 41’ Kohlars 65’ (rig.) Stemmer |

| Arbitro: | Ott |

|                                |           |             |
| Brunnenmeier 40’, 55’ Heiß 70’ | Marcatori | 22’ Grosser |

| Arbitro: | Eisemann |

|                       |           |                                          |
| Sattler 3’ Kröner 65’ | Marcatori | 32’, 70’ Brunnenmeier 80’ (rig.) Stemmer |

| Arbitro: | Jacobi |

|                                     |           |         |
| Stemmer 45’ (rig.) Brunnenmeier 68’ | Marcatori | 5’ Horn |

| Arbitro: | Mathieu |

|                                              |           |                                                                           |
| Ruoff 50’, 67’, 71’, 87’ Hoffmann 84’ (rig.) | Marcatori | 10’ Kohlars 22’ (rig.) Stemmer 48’ Heiß 73’ Küppers 78’, 85’ Brunnenmeier |

| Arbitro: | Reil |

|                                         |           |  |
| Stemmer 19’ (rig.) Heiß 44’ Kohlars 76’ | Marcatori |  |

| Arbitro: | Fischer |

|                   |           |             |
| Schneider 3’, 30’ | Marcatori | 58’ Küppers |

| Arbitro: | Fritz |

|                  |           |  |
| Brunnenmeier 12’ | Marcatori |  |

| Arbitro: | Sparing |

|                             |           |                      |
| Stemmer 62’ (aut.) Bast 72’ | Marcatori | 33’ Heiß 89’ Steiner |

| Arbitro: | Tschenscher |

|                           |           |                                                            |
| Brunnenmeier 47’ Heiß 56’ | Marcatori | 48’ Reisch 63’ (aut.) Steiner 85’ (rig.), 87’ Flachenecker |

| Arbitro: | Treiber |

|  |           |                            |
|  | Marcatori | 7’ Anzill 78’ Brunnenmeier |

### Campionato tedesco
| Arbitro: | Zimmermann |

|                                  |           |                         |
| Brunnenmeier 7’, 86’ Küppers 82’ | Marcatori | 23’ Wosab 50’ Konietzka |

| Arbitro: | Malka |

|                               |           |  |
| Wulf 4’ Dörfel 48’ Seeler 84’ | Marcatori |  |

| Arbitro: | Weyland |

|                                       |           |  |
| Brunnenmeier 4’, 59’, 87’ Kohlars 50’ | Marcatori |  |

| Arbitro: | Baumgärtel |

|                  |           |                    |
| May 49’ Glod 81’ | Marcatori | 83’ (rig.) Stemmer |

| Arbitro: | Treichel |

|                    |           |           |
| Heiß 8’ Rebele 22’ | Marcatori | 58’ Kreuz |

| Arbitro: | Ott |

|                                    |           |  |
| Schütz 10’, 79’ Konietzka 21’, 65’ | Marcatori |  |

### Coppa di Germania
| Arbitro: | Mathieu |

|                              |           |                          |
| Luttrop 58’, 67’ Grosser 85’ | Marcatori | 20’ Koslowski 83’ Libuda |

| Arbitro: | Schulenburg |

|                              |           |          |
| Konietzka 14’ Wosab 72’, 78’ | Marcatori | 89’ Heiß |

## Statistiche

### Statistiche di squadra
| Competizione       | Punti | In casa | In casa | In casa | In casa | In casa | In casa | In trasferta | In trasferta | In trasferta | In trasferta | In trasferta | In trasferta | Totale | Totale | Totale | Totale | Totale | Totale | DR  |
| Competizione       | Punti | G       | V       | N       | P       | Gf      | Gs      | G            | V            | N            | P            | Gf           | Gs           | G      | V      | N      | P      | Gf     | Gs     | DR  |
| ------------------ | ----- | ------- | ------- | ------- | ------- | ------- | ------- | ------------ | ------------ | ------------ | ------------ | ------------ | ------------ | ------ | ------ | ------ | ------ | ------ | ------ | --- |
| Oberliga sud       | 44    | 15      | 12      | 2       | 1       | 44      | 14      | 15           | 7            | 4            | 4            | 28           | 24           | 30     | 19     | 6      | 5      | 72     | 38     | +34 |
| Campionato tedesco | -     | 3       | 3       | 0       | 0       | 9       | 3       | 3            | 0            | 0            | 3            | 1            | 9            | 6      | 3      | 0      | 3      | 10     | 12     | -2  |
| Totale             | 44    | 18      | 15      | 2       | 1       | 53      | 17      | 18           | 7            | 4            | 7            | 29           | 33           | 36     | 22     | 6      | 8      | 82     | 50     | +32 |

### Andamento in campionato
| Giornata  | 1 | 2 | 3 | 4 | 5 | 6 | 7 | 8 | 9 | 10 | 11 | 12 | 13 | 14 | 15 | 16 | 17 | 18 | 19 | 20 | 21 | 22 | 23 | 24 | 25 | 26 | 27 | 28 | 29 | 30 |
| --------- | - | - | - | - | - | - | - | - | - | -- | -- | -- | -- | -- | -- | -- | -- | -- | -- | -- | -- | -- | -- | -- | -- | -- | -- | -- | -- | -- |
| Luogo     | T | C | T | C | C | T | C | T | C | T  | C  | T  | C  | T  | C  | C  | T  | C  | T  | T  | C  | T  | C  | T  | C  | T  | C  | T  | C  | T  |
| Risultato | V | V | N | N | V | P | V | P | V | V  | V  | V  | V  | P  | V  | N  | N  | V  | N  | V  | V  | V  | V  | V  | V  | P  | V  | N  | P  | V  |
| Posizione | 7 | 2 | 2 | 4 | 1 | 3 | 2 | 4 | 3 | 2  | 2  | 2  | 1  | 2  | 2  | 2  | 2  | 2  | 2  | 1  | 1  | 1  | 1  | 1  | 1  | 1  | 1  | 1  | 1  | 1  |

Legenda:

Luogo: C = Casa; T = Trasferta. Risultato: V = Vittoria; N = Pareggio; P = Sconfitta.

### Statistiche dei giocatori
| Giocatore       | Campionato tedesco | Campionato tedesco | Campionato tedesco | Campionato tedesco | Oberliga sud | Oberliga sud | Oberliga sud | Oberliga sud | Coppa di Germania | Coppa di Germania | Coppa di Germania | Coppa di Germania | Totale   | Totale | Totale      | Totale     |
| Giocatore       | Presenze           | Reti               | Ammonizioni        | Espulsioni         | Presenze     | Reti         | Ammonizioni  | Espulsioni   | Presenze          | Reti              | Ammonizioni       | Espulsioni        | Presenze | Reti   | Ammonizioni | Espulsioni |
| --------------- | ------------------ | ------------------ | ------------------ | ------------------ | ------------ | ------------ | ------------ | ------------ | ----------------- | ----------------- | ----------------- | ----------------- | -------- | ------ | ----------- | ---------- |
| W. Anzill       | 1                  | 0                  | 0                  | 0                  | 16           | 3            | 0            | 0            | 0                 | 0                 | 0                 | 0                 | 17       | 3      | 0           | 0          |
| H. Auernhammer  | 4                  | 0                  | 0                  | 0                  | 15           | 1            | 0            | 0            | 0                 | 0                 | 0                 | 0                 | 19       | 1      | 0           | 0          |
| R. Brunnenmeier | 6                  | 5                  | 0                  | 0                  | 29           | 25           | 0            | 0            | 2                 | 0                 | 0                 | 0                 | 37       | 30     | 0           | 0          |
| P. Grosser      | 0                  | 0                  | 0                  | 0                  | 0            | 0            | 0            | 0            | 2                 | 1                 | 0                 | 0                 | 2        | 1      | 0           | 0          |
| H. Hampel       | 0                  | 0                  | 0                  | 0                  | 0            | 0            | 0            | 0            | 0                 | 0                 | 0                 | 0                 | 0        | 0      | 0           | 0          |
| A. Heiß         | 5                  | 1                  | 0                  | 0                  | 29           | 10           | 0            | 0            | 2                 | 1                 | 0                 | 0                 | 36       | 12     | 0           | 0          |
| F. Herrnleben   | 2                  | 0                  | 0                  | 0                  | 0            | 0            | 0            | 0            | 0                 | 0                 | 0                 | 0                 | 2        | 0      | 0           | 0          |
| H. Humpa        | 0                  | 0                  | 0                  | 0                  | 10           | 0            | 0            | 0            | 0                 | 0                 | 0                 | 0                 | 10       | 0      | 0           | 0          |
| W. Kohlars      | 4                  | 1                  | 0                  | 0                  | 22           | 10           | 0            | 0            | 1                 | 0                 | 0                 | 0                 | 27       | 11     | 0           | 0          |
| B. Kraus        | 0                  | 0                  | 0                  | 0                  | 0            | 0            | 0            | 0            | 0                 | 0                 | 0                 | 0                 | 0        | 0      | 0           | 0          |
| H. Küppers      | 6                  | 1                  | 0                  | 0                  | 29           | 4            | 0            | 0            | 2                 | 0                 | 0                 | 0                 | 37       | 5      | 0           | 0          |
| O. Luttrop      | 0                  | 0                  | 0                  | 0                  | 0            | 0            | 0            | 0            | 2                 | 2                 | 0                 | 0                 | 2        | 2      | 0           | 0          |
| P. Radenković   | 4                  | 0                  | 0                  | 0                  | 30           | 0            | 0            | 0            | 2                 | 0                 | 0                 | 0                 | 36       | 0      | 0           | 0          |
| G. Rahm         | 5                  | 0                  | 0                  | 0                  | 28           | 0            | 0            | 0            | 1                 | 0                 | 0                 | 0                 | 34       | 0      | 0           | 0          |
| H. Rebele       | 4                  | 1                  | 0                  | 0                  | 15           | 5            | 0            | 0            | 0                 | 0                 | 0                 | 0                 | 19       | 6      | 0           | 0          |
| H. Reich        | 1                  | 0                  | 0                  | 0                  | 8            | 0            | 0            | 0            | 0                 | 0                 | 0                 | 0                 | 9        | 0      | 0           | 0          |
| R. Steiner      | 6                  | 0                  | 0                  | 0                  | 30           | 1            | 0            | 0            | 2                 | 0                 | 0                 | 0                 | 38       | 1      | 0           | 0          |
| A. Stemmer      | 6                  | 1                  | 0                  | 0                  | 29           | 7            | 0            | 0            | 2                 | 0                 | 0                 | 0                 | 37       | 8      | 0           | 0          |
| R. Thommes      | 0                  | 0                  | 0                  | 0                  | 0            | 0            | 0            | 0            | 0                 | 0                 | 0                 | 0                 | 0        | 0      | 0           | 0          |
| M. Wagner       | 6                  | 0                  | 0                  | 0                  | 15           | 1            | 0            | 0            | 2                 | 0                 | 0                 | 0                 | 23       | 1      | 0           | 0          |
| R. Zeiser       | 6                  | 0                  | 0                  | 0                  | 25           | 1            | 0            | 0            | 2                 | 0                 | 0                 | 0                 | 33       | 1      | 0           | 0          |